# Kamionna (powiat pułtuski)
Kamionna – wieś w Polsce położona w województwie mazowieckim, w powiecie pułtuskim, w gminie Winnica. Ma status sołectwa.
W skład sołectwa Kamionna wchodzi także wieś Białe Błoto. W 2023 sołectwo liczyło 131 osób.
W latach 1975–1998 miejscowość należała administracyjnie do województwa ciechanowskiego.